# Чернеча Слобода
Черне́ча Слобода́ — село в Україні, у Дубов'язівській селищній громаді Конотопського району Сумської області. Населення становить 1188 осіб. Колишній орган місцевого самоврядування — Чернечослобідська сільська рада.
Після ліквідації Буринського району 19 липня 2020 року село увійшло до Конотопського району.

## Географія
Село Чернеча Слобода розташоване на одній із витоків річки Терн, на відстані 1 км розташовані села Сорока та Романчукове.
По селу тече струмок, що пересихає із загатою.
Крізь село пролягають автомобільні шляхи Т 2504 і Т 1916.

## Історія

Братська могила радянських воїнів та пам'ятник воїнам-землякам

Село засноване у другій половині XVII століття.
У 1930-х роках населення Чернечої Слободи становило близько 7 тисяч осіб. Під час організованого радянською владою Голодомору 1932—1933 років померло щонайменше 2757 жителів села.

## Політика

### Парламентські вибори, 2019
На позачергових парламентських виборах 2019 року у селі функціонувала окрема виборча дільниця № 590094, розташована у приміщенні навчально-виховного комплексу.
Результати
- зареєстровано 1044 виборці, явка 65,04%, найбільше голосів віддано за «Слугу народу» — 51,78%, за Всеукраїнське об'єднання «Батьківщина» — 18,68%, за «Опозиційну платформу — За життя» — 5,79%[4]. В одномандатному окрузі найбільше голосів отримав Максим Гузенко (Слуга народу) — 50,52%, за Віктора Ладуху (Всеукраїнське об'єднання «Батьківщина») — 23,84%, за Ігоря Шкурата (самовисування) — 4,65%[5].

## Економіка
- Молочно-товарна та свино-товарна ферми.
- «Сузір'я», ТОВ.
- «Геліос», фермерське господарство.
- «Слобожанщина», фермерське господарство.

## Населення
Згідно з переписом УРСР 1989 року чисельність наявного населення села становила 2132 особи, з яких 931 чоловік та 1201 жінка.
За переписом населення України 2001 року в селі мешкало 1714 осіб.

### Мова
Розподіл населення за рідною мовою за даними перепису 2001 року:
| Мова            | Кількість | Відсоток |
| --------------- | --------- | -------- |
| українська      | 1677      | 98.53 %  |
| російська       | 24        | 1.41 %   |
| інші/не вказали | 1         | 0.06 %   |
| Усього          | 1702      | 100 %    |

## Соціальна сфера
- Дитячий садок.
- Школа.

## Пам'ятки
- Братська могила[d] радянських воїнів та пам'ятник воїнам-землякам;

## Персоналії

### Уродженці
- Рубач Михайло Абрамович (1899—1980) — історик та архівіст, лауреат. Державної премії України в галузі науки і техніки.
- Мозговий Іван Павлович (1954) — український вчений і громадський діяч. Завідувач кафедри соціально-гуманітарних дисциплін Державного вищого навчального закладу «Українська академія банківської справи Національного банку України», доктор філософських наук, професор, політик.
- Шершак Сергій Миколайович («Шерхан») (1965–2019) — український військовик, учасник російсько-української війни[9].
- Бараненко Олександр Володимирович (1977—2015) — солдат Збройних сил України, учасник російсько-української війни[10].

### Поховані
- Барабаш Ігор Григорович (1977—2023) — український військовик, учасник російсько-української війни[11].